# Mimela antiqua
Mimela antiqua är en skalbaggsart som beskrevs av Ohaus 1938. Mimela antiqua ingår i släktet Mimela och familjen Rutelidae. Inga underarter finns listade i Catalogue of Life.